# Ruggero Tracchia
Ruggero Tracchia, italijanski general, * 1884, † 1955.